# پدرو باگوئرو
پدرو باگوئرو (انگلیسی: Pedro Baquero؛ زادهٔ ۲ اکتبر ۱۹۸۰) بازیکن فوتبال اهل اسپانیا است.
از باشگاه‌هایی که در آن بازی کرده‌است می‌توان به باشگاه فوتبال رایو وایکانو، باشگاه فوتبال رکریتیوو اوئلوا، باشگاه فوتبال رئال اویدو، باشگاه خیمناستیک تاراگونا، و باشگاه فوتبال کادیس اشاره کرد.